# Le Pêchereau
 Le Pêchereau  es una población y comuna francesa, en la región de  Centro, departamento de Indre, en el distrito de Châteauroux y cantón de Argenton-sur-Creuse.

## Demografía
| 1177 | 1239 | 1335 | 1726 | 1887 | 1884 |
| Para los censos de 1962 a 1999 la población legal corresponde a la población sin duplicidades (Fuente: INSEE [Consultar]) |      |      |      |      |      |